# Úřad Vysokého komisaře OSN pro uprchlíky

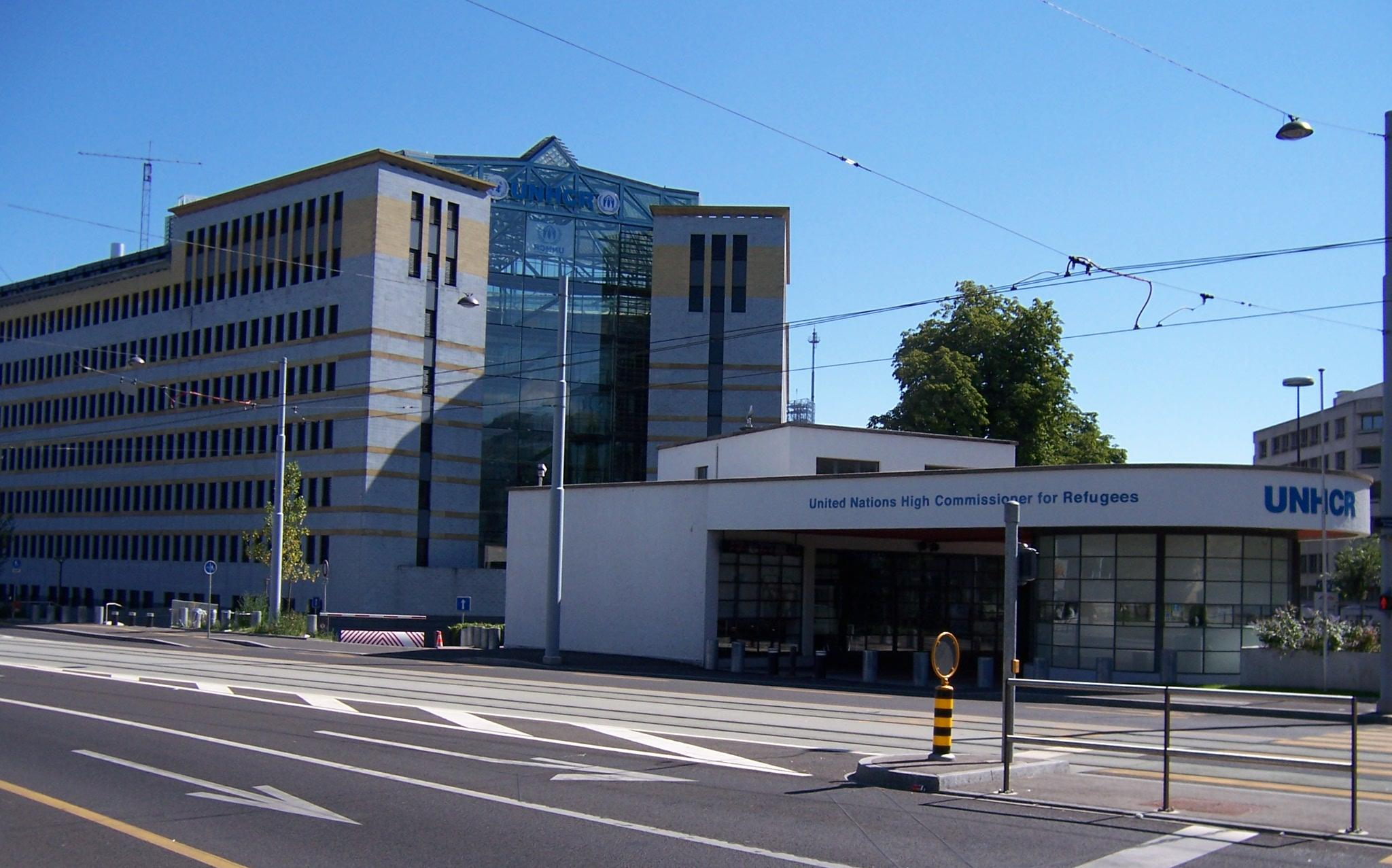
Úřad Vysokého komisaře OSN pro uprchlíky, centrála v Ženevě

Úřad vysokého komisaře OSN pro uprchlíky (angl. United Nations High Commissioner for Refugees, UNHCR) je jedna z pomocných organizací Organizace spojených národů.

## Poslání organizace
UNHCR se věnuje uprchlíkům, osobám žádajícím o azyl, uprchlíkům, kteří se vrátili do zemí původu, osobám bez státní příslušnosti i velké části z takzvaných vnitřně přesídlených osob po celém světě. Podporuje prosazování mezinárodních dohod o uprchlících, poskytuje jim potraviny a lékařskou péči. 

## Historie a současnost
Organizace byla založena Valným shromážděním OSN 14. prosince 1950. Organizace UNHCR pomohla více než 50 milionům uprchlíků ve světě a proto obdržela v letech 1950 a 1981 Nobelovu cenu míru.
V roce 2003 pracovalo v 254 kancelářích úřadu přes 5000 zaměstnanců v 115 zemích světa. Úřad spolupracuje s 700 mezivládními i nevládními organizacemi ve světě. Programy instituce schvaluje a řídí výkonný výbor z 64 členských zemí. Rozpočet pro rok 2003 činil 1,18 miliardy dolarů.
Od roku 2016 je nejvyšším představitelem (Vysokým komisařem) Filippo Grandi z Itálie. Sídlí ve švýcarské Ženevě. Vysoký komisař je volen na pětileté funkční období.
Styčný úřad UNHCR pro Česko sídlí na Václavském náměstí.

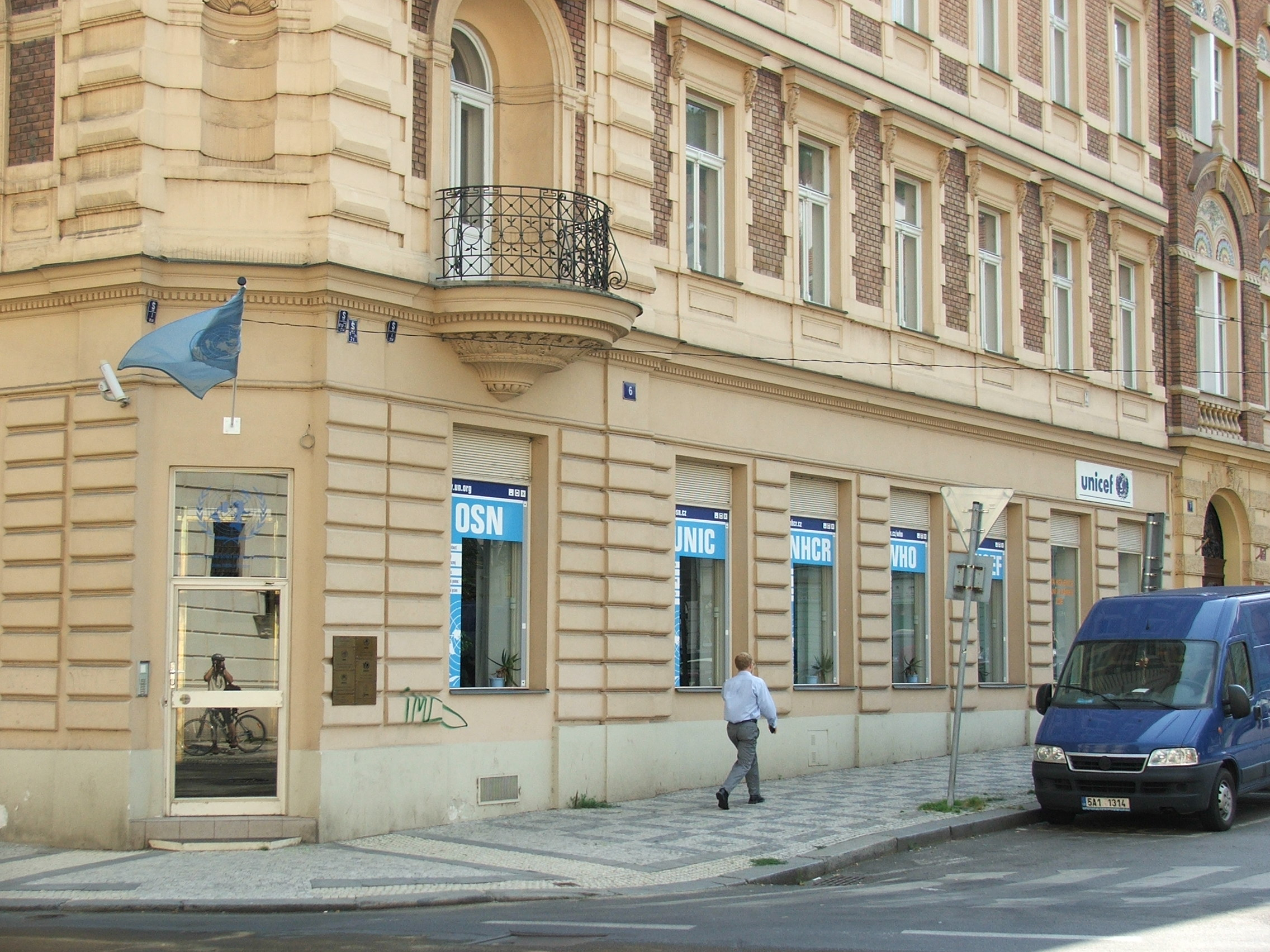
Kanceláře Praha, Náměstí Kinských

## Zajímavosti
Švýcarská poštovní správa v roce 1950 opatřila 8 druhů švýcarských známek v nákladu 24 000 kusů přetiskem ORGANISATION INTERNATIONALE POUR LES RÉFUGIÉS. Byly ve švýcarské měně.